# オプティカル・サウンド

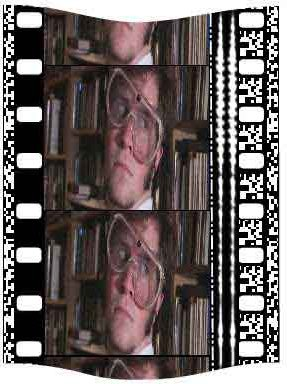
35mmフィルムの模式図。両端の模様はSDDS用サウンドトラック。その内側の穴はスプロケットでフィルムを動かす穴。右側で穴と穴との間の模様はドルビーデジタル用サウンドトラック。その内側の波状の模様はアナログ・サウンドトラック。普通はドルビー・サラウンド処理が施してある。その内側にはdts用同期信号。中央は上映用画像。シネマスコープのため縦長に見える。

オプティカル・サウンド (optical sound) とは、音を光学的な信号に変換して記録・再生する方式である。主に映画のフィルムにサウンドトラック（サウンド・オン・フィルム）として使われる。

## 概要
フィルムがサウンドヘッド上を通過すると、サウンドヘッドから出てくる光線によって、信号が音に変換される。サウンド・オン・フィルムとしては磁気記録式のものも存在するが、ほとんどの公開用プリントはデジタル化により音声の劣化が殆どなく複製の容易さもあり、いまだにオプティカル・サウンドトラックを使用している。
現在の劇場公開用フィルムにはこのようなアナログ・サウンドトラックだけでなく、デジタル・サウンドトラックも付随しているのが普通である。

### アナログ方式

左が可変濃度型、右が可変面積型

アナログのサウンドカメラによる記録方式は、音声信号の強弱をサウンドトラック帯の濃淡で表現する可変濃度型と、模様の幅で表現する可変面積型の二つに大別できる。可変濃度型では僅かなコントラストの変化が音声の歪みとして直接影響するため、プリントによる音質への影響が小さい可変面積型が主流となった。通常、映画の上映用フィルムには2chのステレオ信号が2列の光学模様として記録される。広く採用されているドルビーステレオ方式やデジタル・シアター・システムズ(DTS)ステレオ方式などでは、サラウンドなどを含めた4chの音声をマトリックス回路で2chの信号にエンコードした上で記録する。

### デジタル方式
映画館のデジタル音響システムに対応した情報量の大きいデジタル信号を上映用フィルムに記録するために、デジタル方式のサウンドカメラによって高精細な二次元の符号パターンがフィルム上に「撮影」される。ドルビーデジタル方式ではパーフォレーション（フィルムの送り穴）の隙間に、ソニー・ダイナミック・デジタル・サウンド(SDDS)方式ではフィルムの両端にそれぞれプリントされる。